# Aeroporto Internacional de Moscovo-Sheremetievo
O Aeroporto Internacional de Moscovo-Sheremetievo (em russo: Международный аэропорт Шереметьево; romaniz.: Mezhdunarodniy aeroport Sheremet'evo) (IATA: SVO, ICAO: UUEE) é um de cinco aeroportos da Região de Moscou e o maior da Rússia. Tem voos domésticos e internacionais. Pelo aeroporto Sheremetievo passaram ao redor de 26,19 milhões de passageiros em 2012. Em 2011 Sheremetievo entrou no Top-10 de melhores aeroportos europeus.
O aeroporto está situado 29 km (18 milhas) a noroeste de Moscou, capital da Rússia. Possui uma grande variedade de ligações de companhias aéreas de todo o mundo. Com uma rede de rotas extensa e uma posição geográfica favorável, no aeroporto de Sheremetievo frequentemente operam voos com escalas. 

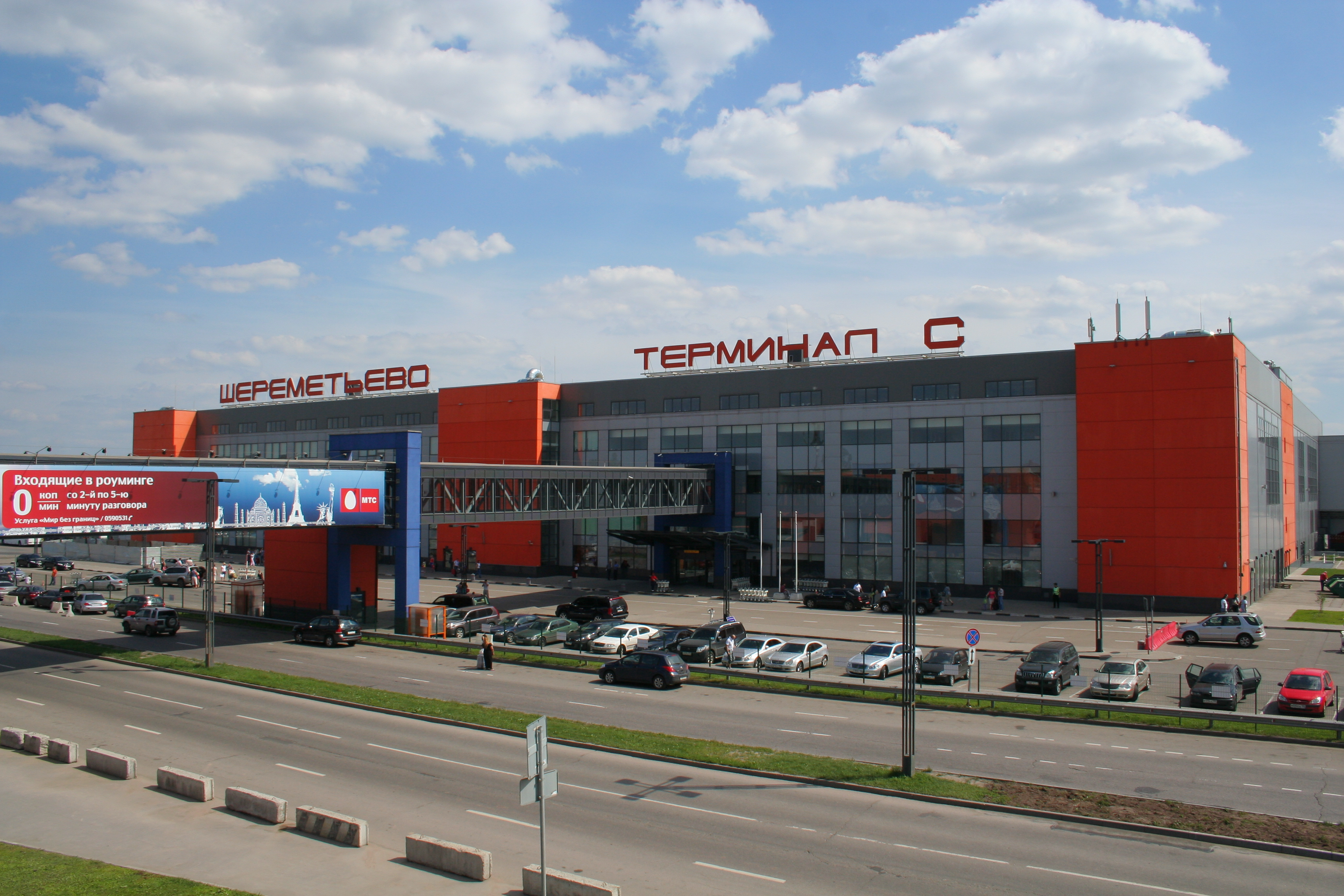
Terminal C
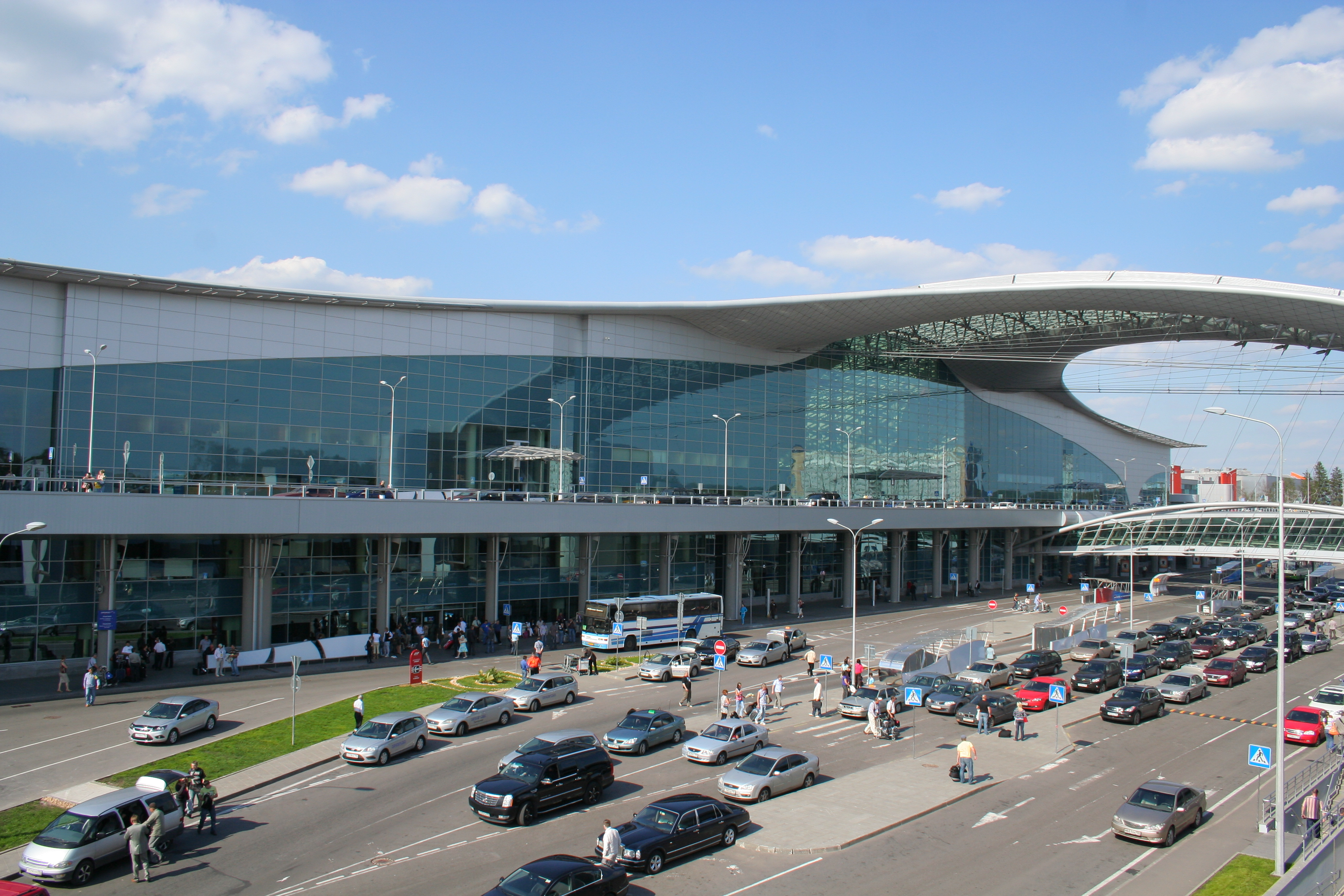
Terminal D

Após a sua modernização, o aeroporto tornou-se um importante pólo internacional do tráfego aéreo. Com a abertura do novo Terminal A em 2011, a modernização da infra-estrutura está concluída. Os quatro novos terminais aumentaram a capacidade do aeroporto de 12 a 35 milhões de passageiros por ano, fazendo que o Aeroporto de Sheremetievo, com cerca de 480 mil metros quadrados, o maior complexo aeroportuário da Rússia.

## Estatísticas
Ver a consulta original do Wikidata.

## Terminais
Sheremetievo é um aeroporto com duas áreas de terminais separadas, ao norte e ao sul das pistas de pouso. As duas áreas consistem em três terminais:
- Os terminais A, B e C (SVO-A,-B e SVO SVO-C), no norte (ex-Sheremetievo-I) servem ao tráfego aéreo nacional e dos países bálticos.
- Os terminais D, E e F (SVO-D, SVO e SVO E-F), no sul (ex-Sheremetievo-II) servem ao tráfego aéreo internacional.

Existe um serviço de transporte entre os terminais. Com a mudança de nome de Sheremetievo-I e II Sheremetievo a numeração dos antigos aeroportos soviéticos é adaptado para as normas internacionalmente reconhecidas.